# サイエンスアゴラ
サイエンスアゴラ (Science agora) とは「科学と社会をつなぐ」広場（アゴラ）となることを標榜し、2006年より毎年行なわれているイベントである。独立行政法人科学技術振興機構が主催している。「科学と社会をつなぐ実現可能な企画」であれば誰でも出展できるので、一般の人から研究者まで様々な出展がある。

## 開催日程
- サイエンスアゴラ2006 科学と社会をつなぐ 広場をつくる
  - 2006年11月25日 - 27日
- サイエンスアゴラ2007 みんなでつなごう 未来のスイッチ
  - 2007年11月22日 - 24日
- サイエンスアゴラ2008 地球の未来 日本からの提案
  - 2008年10月31日 - 11月3日
- サイエンスアゴラ2009 地球の未来 日本からの提案II
  - 2009年10月31日 - 11月3日
- サイエンスアゴラ2010 未来へつなぐ 科学のひろば
  - 2010年11月19日 - 11月21日
- サイエンスアゴラ2011 新たな科学のタネをまこう　震災からの再生をめざして
  - 2011年11月18日 - 11月20日
- サイエンスアゴラ2012 見つけよう　あなたと「科学」のおつきあい
  - 2012年11月10日 - 11月11日
- サイエンスアゴラ2013
  - 2013年11月9日 - 11月10日
- サイエンスアゴラ2014 あなたと創るこれからの科学と社会
  - 2014年11月7日 - 11月9日
- サイエンスアゴラ2015 つくろう、科学とともにある社会
  - 2015年11月13日 - 11月15日
- サイエンスアゴラ2016 つくろう、科学とともにある社会
  - 2016年11月3日 - 11月6日
- サイエンスアゴラ2017 越境する
  - 2017年11月24日 - 11月26日
- サイエンスアゴラ2018 越境する
  - 2018年11月9日 - 11月11日
- サイエンスアゴラ2019 Human in the New Age -どんな未来を生きていく？-
  - 2019年11月15日 - 11月17日
- サイエンスアゴラ2020 Life
  - 2020年11月15日 - 11月22日（プレアゴラ、2020年11月13日 - 11月14日）[2]
- サイエンスアゴラ2021 Dialogue for Life
  - 2021年11月3日 - 11月7日（プレアゴラ、2021年10月10日 - 10月11日）[3]
- サイエンスアゴラ2022 まぜて、こえて、つくりだそう
  - 2022年11月4日 - 11月6日（オンライン開催、2022年10月2日、10月20日 - 10月22日、前夜祭、11月1日）[4]
- サイエンスアゴラ2023 
  - 2023年11月18日、11月19日（オンライン開催、2023年10月26日 - 28日）[5]
- サイエンスアゴラ2024
  - 2024年10月26日、10月27日

主な会場は、2016年までは国際研究交流大学村の日本科学未来館、東京国際交流館、産業技術総合研究所臨海副都心センター。2017年からはテレコムセンタービル、日本科学未来館となっている。なお、2020年は新型コロナウイルスの影響により、初のオンライン開催となった。2022年はテレコムセンタービルを会場とした実地開催が3年ぶりに行われた。